# Usina Nuclear de Tianwan
A Usina Nuclear de Tianwan (em chinês:  田湾核电站/田灣核電站, transl. Tiánwān Hédiànzhàn) é uma grande estação de energia nuclear em Lianyungang, província de Jiangsu, na República popular da China. Ela é considerado a maior usina nuclear na China continental. Está localizada na costa do Mar Amarelo a cerca de 30 quilômetros ao leste da área urbana de Lianyungang.
A usina de energia nuclear consiste em dois reatores, cada qual com potência avaliada em 1.000 MW, construídos pela empresa russa Atomstroyexport. O primeiro reator começou as operações em 2006 e o segundo em 2007. Um relatório de notícias não confirmado da RT, afirma que a AIEA se referiu a usina como sendo a " mais segura usina de energia nuclear no mundo".

## História
A construção iniciou-se em 20 de outubro de 1999, para a primeira unidade, e em 20 de outubro de 2000, para o segundo reator da unidade. O primeiro reator foi crítico em 20 de dezembro de 2005. A construção do segundo reator terminou em Maio de 2007 e iniciou suas operações em agosto. Esta é a primeira vez que os dois países têm co-operado em um projeto de energia nuclear.
Em 23 de novembro de 2010, Jiangsu Nuclear Power Corporation assinou um contrato com a Atomstroyexport, de acordo com o qual a Atomstroyexport irá fornecer 1060 MWe VVER-1000 reatores para unidades de 3 e 4. Construção de unidade 3 foi adiado em 2011 acidente nuclear no Japão, mas finalmente começou em dezembro de 2012.

## Detalhes
Ambas as unidades são reatores de água pressurizada (PWR) do modelo VVER, tecnologia fornecida pela Rússia. Juntos, eles custaram cerca de US$3,3 bilhões. As unidades são reatores de padrão russo do tipo VVER-1000/392 (também designado como VVER-1000/428) adaptado especificamente para a China.

Estes reatores VVER 1000 estão alojados em uma couraça de confinamento capaz de ser atingida por um avião pesando 20 toneladas e não sofrer danos. Os reatores também receberam proteção adicional contra terremotos. Outros recursos importantes de segurança incluem um sistema de refrigeração do núcleo de emergência e um sistema de confinamento. A Rússia entregou as cargas de combustível iniciais para os reatores de Tianwan. A China começou a fabricar localmente o combustível para Tianwan em 2010, usando tecnologia transferida do produtor de combustível nuclear russo TVEL.
"A estação tem quatro níveis de segurança. Há um aglomerado duplo de amianto que bloqueia qualquer tipo de emissões. Também há uma melhoria de segurança revolucionária chamada de armadilha, o que impede qualquer vazamento de combustível nuclear, em caso de avaria", Alexandr Selikhov, Chefe da delegação da Atomstroyexport para a China
A usina também utiliza partes de terceiros. Enquanto o reator e os turbo-geradores são um projeto russo, a sala de controle foi projetada e construída por um consórcio internacional (incluindo a Siemens). Desta forma espera-se que a usina atenda às mais reconhecidas normas de segurança; os sistemas de segurança já estavam em sua maioria no lugar, mas o sistema de monitoramento anterior não atendia aos padrões internacionais de segurança. O novo VVER 1000 construído na China tem 94% de seus sistemas automatizados, ou seja, a central pode controlar a si mesma na maioria das situações. Procedimentos de reabastecimento requerem pouca intervenção humana. Cinco operadores ainda são necessários na sala de controle.
Os reatores construídos são de Terceira Geração, exceto as unidades 5 e 6.

## Reatores
A Usina Nuclear de Tianwan tem duas unidades operacionais, quatro em construção e duas planejadas:
| Unit      | Tipo de reator          | Capacidade líquida | Capacidade bruta | Início da construção   | Eletricidade para a rede | Operação comercial   | Descomissionamento |
| --------- | ----------------------- | ------------------ | ---------------- | ---------------------- | ------------------------ | -------------------- | ------------------ |
| Tianwan-1 | VVER-1000/428 (AES-91)  | 990 MW             | 1,060 MW         | 20 de outubro de 1999  | 12 de maio de 2006       | 17 de maio de 2007   | —                  |
| Tianwan-2 | VVER-1000/428 (AES-91)  | 990 MW             | 1,060 MW         | 20 de outubro de 2000  | 14 de maio de 2007       | 16 de Agosto de 2007 | —                  |
| Tianwan-3 | VVER-1000/428M (AES-91) | 1,050 MW           | 1,126 MW         | 27 de dezembro de 2012 | 3 de janeiro de 2018     | —                    | —                  |
| Tianwan-4 | VVER-1000/428M (AES-91) | 1,050 MW           | 1,126 MW         | 27 de setembro de 2013 | 2018                     | —                    | —                  |
| Tianwan-5 | ACPR-1000               | 1,000 MW           | 1,080 MW         | 27 de dezembro de 2015 | —                        | —                    | —                  |
| Tianwan-6 | ACPR-1000               | 1,000 MW           | 1,080 MW         | 7 de setembro de 2016  | —                        | —                    | —                  |
| Tianwan-7 | VVER-1200               | 1,150 MW           | 1,200 MW         | —                      | —                        | —                    | —                  |
| Tianwan-8 | VVER-1200               | 1,150 MW           | 1,200 MW         | —                      | —                        | —                    | —                  |